# Orion (Schiff, 1973)
Die Orion (おりおん) war ein 1973 in Dienst gestelltes Fährschiff der japanischen Reederei Taiyō Ferry. Sie stand unter diesem Namen mit Unterbrechung bis 1989 im Einsatz und wurde anschließend nach Griechenland verkauft. Die kommenden 27 Jahre fuhr das Schiff unter verschiedenen Namen und Eignern im Mittelmeer, ehe es 2016 seine aktive Dienstzeit beendete und 2018 zum Abbruch ins türkischen Aliağa ging.

## Geschichte
Die Orion entstand unter der Baunummer 1167 in der Werft von Hayashikane Shipbuilding in Shimonoseki und lief 1972 vom Stapel. Nach der Ablieferung an Taiyō Ferry (ab 1984 Meimon Taiyō Ferry) am 28. Februar 1973 nahm sie im März 1973 den Fährdienst zwischen Kanda und Osaka auf.
1979 ging die Orion in den Besitz der in Tokio ansässigen Reederei Kyushu Kyuko Ferry über und erhielt 1980 den Namen Ferry Nishiki Maru, um ab Dezember 1980 zwischen Osaka, Kōbe und Beppu eingesetzt zu werden. 1984 erhielt sie jedoch wieder ihren ursprünglichen Namen zurück und blieb unter diesem bis 1989 im Einsatz.
Nach der Ausmusterung durch Kyushu Kyuko Ferry ging das Schiff in den Besitz von Glory Shipping in Honduras über und wurde in View of Nagasaki umbenannt. Noch im selben Jahr kaufte die Minoan Lines die Fähre und benannte sie in Daedalus um. Es folgte ein langwieriger Umbau in Perama, bei dem sich die Tonnage und die Passagierkapazität des Schiffes stark erhöhte. 1991 nahm die Daedalus den Dienst auf der Strecke von Patras über Igoumenitsa und Korfu nach Ancona auf. Ab 1995 stand sie zwischen Venedig, Korfu, Igoumenitsa und Patras im Einsatz und befuhr zuletzt seit 2002 die Thessaloniki-Iraklio-Route.
Im Oktober 2005 wurde das Schiff als Riviera Adriatica an Adria Ferries verkauft und ab Dezember 2005 zwischen Ancona und Durrës eingesetzt. Im Juni 2006 folgte ein Chartereinsatz an Algérie Ferries, jedoch musste das Schiff noch im selben Monat aufgrund von Sicherheitsmängeln den Dienst unterbrechen und lag die folgenden Monate in Ancona. Im April 2007 sowie abermals im Mai 2008 wurde die Riviera Adriatica nach Behebung der Mängel wieder von Algérie Ferries gechartert. Anschließend stand sie wieder auf der Ancona-Durrës-Route im Einsatz. Seit Februar 2012 hieß das nun in Neapel registrierte Schiff AF Claudia Prima.
Im Mai 2016 erhielt die Fähre den Namen Caribbean Galaxy. Neuer Besitzer war die Trouferi Ltd. in Neapel, die unter dem Namen Atlantic Blue Seaways firmierte. Ein geplanter Chartereinsatz für die Grimaldi Lines zwischen Livorno, Barcelona und Tanger blieb aufgrund erneuter technischer Mängel jedoch unrealisiert. Das Schiff war daher fortan bei Piräus aufgelegt.
Am 18. Dezember 2018 traf die Caribbean Galaxy zum Abbruch in einer Abwrackwerft im türkischen Aliağa ein.